# Rob Boyd
Robert Alexander Boyd detto Rob (Vernon, 15 febbraio 1966) è un allenatore di sci alpino ed ex sciatore alpino canadese.

## Biografia

### Carriera sciistica
Specialista delle gare veloci attivo subito dopo l'epoca dei Crazy Canucks, Rob Boyd debuttò in Nor-Am Cup quattordicenne nel 1980 e ottenne il suo primo piazzamento di rilievo il 14 dicembre 1985 nella discesa libera di Coppa del Mondo disputata sulla Saslong in Val Gardena (10º); in quella stessa stagione 1985-1986 in Nor-Am Cup vinse la classifica di discesa libera, mentre nella stagione seguente ottenne la sua prima vittoria, nonché primo podio, in Coppa del Mondo ancora sul tracciato della Saslong, il 13 dicembre 1986, ed esordì ai Campionati mondiali: nella rassegna iridata di Crans-Montana 1987 si classificò 5º nella discesa libera.
Il 12 dicembre 1987 vinse nuovamente la discesa libera di Coppa del Mondo della Val Gardena e ai XV Giochi olimpici invernali di Calgary 1988, sua unica presenza olimpica, si classificò 16º nella discesa libera, 22º nel supergigante e non completò la combinata. L'anno dopo prese parte ai Mondiali di Vail 1989, dove si piazzò 11º nella discesa libera, e vinse la sua terza e ultima gara in Coppa del Mondo, sulle nevi di casa di Whistler il 25 febbraio.
Il 12 gennaio 1991 colse il suo ultimo podio in Coppa del Mondo, nella discesa libera della Streif di Kitzbühel (3º); ai successivi Mondiali di Saalbach-Hinterglemm 1991 fu 14º nella discesa libera, mentre a quelli di Morioka 1993 nella medesima specialità fu 25º. Anche ai Mondiali di Sierra Nevada 1996, suo congedo iridato, gareggiò solo nella discesa libera, piazzandosi al 28º posto. Si ritirò dalle competizioni al termine della stagione 1996-1997 e il suo ultimo piazzamento di rilievo fu il  3º posto ottenuto da Boyd nella discesa libera dei Campionati canadesi 1997, il 22 marzo a Rossland.

### Carriera da allenatore
Dopo il ritiro è divenuto allenatore nei quadri della Federazione sciistica del Canada.

## Palmarès

### Coppa del Mondo
- Miglior piazzamento in classifica generale: 11º nel 1988
- 6 podi (tutti in discesa libera):
  - 3 vittorie
  - 1 secondo posto
  - 2 terzi posti

#### Coppa del Mondo - vittorie
| Data             | Località    | Paese  | Specialità |
| ---------------- | ----------- | ------ | ---------- |
| 13 dicembre 1986 | Val Gardena | Italia | DH         |
| 12 dicembre 1987 | Val Gardena | Italia | DH         |
| 25 febbraio 1989 | Whistler    | Canada | DH         |

Legenda:

DH = discesa libera

### Nor-Am Cup
- Vincitore della classifica di discesa libera nel 1986[1]

### Campionati canadesi
- 3 medaglie (dati parziali fino alla stagione 1994-1995):
  - 2 ori (supergigante nel 1991; discesa libera nel 1996)[2]
  - 1 bronzo (discesa libera nel 1997)